# О’Салливан Бера, Донал Кам
Донал Кам О’Салливан Бир, принц Бера, 1-й граф Берехавен (ирл. Domhnall Cam Ó Súileabháin Bhéara, 1561 — 1618) — последний независимый вождь клана О’Салливан Бера, а значит последний О’Салливан Бир, гэльский княжеский титул от полуострова Беара на юго-западе Ирландии в начале XVII века, когда английская корона пыталась установить свое господство над всем островом.

## Ранняя жизнь
Донал, отец Донала, был убит в 1563 году, но он считался слишком молодым, чтобы наследовать, и руководство кланом перешло к выжившему брату вождя Оуэну, который был подтвержден английскими властями в Дублине как лорд Бера и Бантри. Чтобы упрочить свое положение, Эойн признал власть английской королевы Елизаветы I и был посвящен в рыцари, став, таким образом, сэром Оуэном. В 1587 году Донал заявил о своих претензиях на лидерство в клане, обратившись в Дублинский замок с просьбой отменить назначение сэра Оуэна с претензией, вытекающей из английских законов, основанных на абсолютном мужском первородстве. В этих законах возраст не признавался имеющим отношение к праву наследования. Стремясь распространить английскую юридическую власть на Ирландию, комиссия в Дублине согласилась признать требование Донала, который стал О’Салливаном Биром, главой клана.

## Девятилетняя война
К 1600 году провинция Манстер была опустошена битвой, и гэльские кланы потеряли более полумиллиона акров (4000 км2) земли, которую заняли английские переселенцы, после поражения восстания Десмондов.
В преддверии Девятилетней войны О’Салливан держался подальше от мятежников, но со временем присоединился к конфедерации гэльских вождей во главе с Хью О’Нилом, 3-м графом Тироном, и Рыжим Хью О’Доннеллом, королём Тирконнелла, в Ольстере. В 1594 году разразился военный конфликт, и граф Тирон заручился поддержкой короля Испании Филиппа II. Испанцы выслали войска под командованием Хуана дель Агилы в 1601 году. О’Салливан написал испанскому королю, подчинившись его власти, но письмо было перехвачено англичанами. В начале 1602 года союзные ирландские и испанские войска встретились с английскими и ирландскими войсками в битве при Кинсейле и потерпели поражение.
О’Салливан решил продолжить борьбу, взяв под свой контроль замок Данбой. В июне 1602 года английские войска атаковали Данбой, и замок пал после жестокой осады. Вся рота защитников была убита в бою или казнена.

## Марш о’Салливана
Сам Донал отсутствовал во время осады Данбоя, отправившись в Ольстер на совещание с графом Тироном. Письмо к испанскому королю Филиппу II оставляло ему мало надежды на прощение англичан, и он продолжал борьбу с партизанской тактикой.
Он спрятал 300 женщин, детей и стариков своей общины в крепости на острове Дурси, но эта позиция была атакована, и защитники были повешены. Филип О’Салливан Бир (ок. 1590—1660), племянник Донала Кама О’Салливана Бира писал, что женщины и дети в крепости Дурси были убиты англичанами, которые связали их спина к спине, сбросили со скал и стреляли в них из мушкетов.
После падения Дурси и Данбоя О’Салливан Бир, лорд Бира и Бантри, собрал своих оставшихся последователей и отправился на север в 500-километровый марш с 1000 оставшимися людьми, начавшийся 31 декабря 1602 года. Он надеялся встретить лорда Тирона на берегу озера Лох-Ней.
Он вел длительные арьергардные бои на севере через Ирландию, проходя через Манстер, Коннахт и Ольстер, во время которых гораздо большие английские силы и их ирландские союзники сражались с ним всю дорогу. Марш был отмечен страданиями бегущих и голодающих О’Салливанов, когда они искали пищу в уже опустошенной ирландской сельской местности зимой. Они сталкивались с такими же отчаявшимися людьми в этом, часто приводя к враждебности, как Мак-Эганы в замке Рэдвуд в графстве Типперери и в Донохилле в районе О’Двайер, где они совершили набег на продовольственный магазин 10-го графа Ормонда. Донал Кам О’Салливан прошел через Охрим, где он совершал набеги на деревни в поисках пищи и встретил местное сопротивление. Ему был закрыт вход в Глинский замок, и он повел своих беженцев дальше на север. Когда они прибыли в замок Брайана О’Рурка в Западном Брейфне 4 января 1603 года, после двухнедельного тяжелого марша и боев, из первоначальных тысячи человек осталось только 35. Многие погибли в сражениях или от голода, а другие нашли убежище или бежали по дороге. Донал О’Салливан Бир прошел более 500 километров, пересек реку Шаннон в темноте зимней ночи (потребовалось всего два дня, чтобы сделать лодку из кожи и ореховых прутьев, чтобы перевезти 28 человек за один раз через полкилометра через реку), вел бои и постоянные стычки, и потерял почти всех своих людей во время тягот путешествия.
В графстве Литрим Донал Кам О’Салливан Бир пытался объединиться с другими северными ирландскими вождями для борьбы с англичанами и организовал для этого отряд, но сопротивление прекратилось, когда граф Тирон подписал Меллифонтский договор с английским командованием. О’Салливан, как и другие бежавшие из Ирландии представители гэльской знати, искал убежища и бежал в Испанию на корабле.
Междугородняя пешеходная дорога Бера-Брейфне тесно повторяет линию исторического марша.

## Изгнание
Когда Донал Кам О’Салливан Бир покинул Ирландию, Корнелиус О’Дрисколл и другие ирландские рыцари помогли ему и его клану. В Испании король Филипп III приветствовал О’Салливана Бира. Его княжеский статус был подтвержден, и он получил чин имперского генерала. Его племянник, Филип О’Салливан Бир (1590—1660), служил в испанской армии и написал книгу «Catholic History of Ireland».
В 1618 году О’Салливан Бир, принц Бира и 1-й граф Берехевен, был убит как раз в тот момент, когда он покидал мессу на площади Санто-Доминго в Мадриде. Убийцей оказался Джон Бат, дублинский англичанин, которого племянник принца изуродовал на дуэли из-за ссоры между Батом и О’Салливаном. Позднее говорили, что этот человек был шпионом английской короны.
Примерно 165 лет спустя Джон Салливан (1740—1795), считавшийся потомком О’Салливана Бира, служил генералом во время Войны за независимость США.

## В популярной литературе
- The Last Prince of Ireland by Morgan Llywelyn
- March into Oblivion by Michael J. Carroll
- O’Sullivan’s Odyssey by Rick Spier